# Campionato italiano di calcio da tavolo 2010
Il trentaseiesimo campionato italiano di calcio da tavolo venne organizzato dalla F.I.S.C.T. al Casale Monferrato nel 2010.
Sono stati assegnati 6 titoli:
- Open
- Veterans (Over40)
- Under19
- Under15
- Under12
- Femminile

## Risultati

### Cat. Open

#### Quarti di Finale
- Daniele Pocheschi 5 – 3 Alex Iorio t.p.
- Massimiliano Croatti  1 – 2  Lucio Canicchio
- Massimo Bolognino 2 – 1 Saverio Bari s.d.
- Andrea Di Vincenzo 3 – 2  Gianfranco Calonico

#### Semifinali
- Daniele Pocheschi 2 – 1 Lucio Canicchio
- Massimo Bolognino 2 – 0 Andrea Di Vincenzo

#### Finale
- Daniele Pocheschi 2 - 1 Massimo Bolognino

### Cat. Cadetti

#### Finale
- Carlo Alessi 3 - 2 Gianfranco Mastrantuomo s.d.

### Cat. Veteran

#### Semifinali
- Emilio Richichi 2 - 0 Marco Lauretti t.p.
- Paolo Finardi 1 - 2 Mauro Manganello

#### Finale
- Emilio Richichi 1 - 0 Mauro Manganello

### Cat. Under 19

#### Semifinali
- Mattia Bellotti 3 - 2 Fabrizio Coco
- Simone Palmieri 7 - 1 Emanuele Levrano

#### Finale
- Mattia Bellotti 5 - 3 Simone Palmieri

### Cat. Under 15

#### Quarti di Finale
- Emanuele Lo Cascio 7 - 4 Lorenzo Gaia
- Luca Battista 9 - 8 Antonio Peluso s.d.
- Micael Caviglia 4 - 3  Andrea Ciccarelli s.d.
- Luca Zambello 4 - 3 Luca Colangelo

#### Semifinali
- Emanuele Lo Cascio 0 - 3 Luca Battista
- Micael Caviglia 5 - 3 Luca Zambello

#### Finale
- Micael Caviglia 4 - 1 Luca Battista

### Cat. Under 12

#### Semifinali
- Ernesto Gentile 2 - 1 Max Fryar
- Claudio Panebianco 3 - 2 Paolo Zambello

#### Finale
- Ernesto Gentile 2 - 1 Claudio Panebianco

### Cat. Ladies
- Eleonora Buttitta 1 - 0 Valentina Bartolini